# Menudo es mi padre
Menudo es mi padre es una serie de televisión cómica española emitida por la cadena Antena 3 entre el 15 de abril de 1996 y el 14 de enero de 1998.

## Argumento y reparto
La serie giraba en torno al día a día de Juan Carrasco, un taxista español (El Fary), su mujer Lola (Kiti Manver) y los hijos de la pareja: Juanvi (Daniel Guzmán y Borja Elgea), Jorge (Julián González), Marta (Olga Molina). Este reparto se completaba con la sueca Vicky (Sandra Wahlbeck), que fue el resultado de una aventura sentimental del protagonista en los países nórdicos, la abuela Felisa (Lola Lemos) y el matrimonio propietario del bar donde el protagonista se reúne con sus amigos, Antonio (Miguel Rellán) y Rosi (María Garralón).
A lo largo de la serie la familia enfrentaba diferentes crisis, como la muerte del personaje interpretado por Kiti Manver, que llevaría al taxista a mantener una relación y finalmente casarse con Ángeles (Gloria Muñoz).

### Reparto
- El Fary: Juan Carrasco "Fary"
- Kiti Manver: Lola
- Miguel Rellán: Antonio
- Julián González: Jorge Carrasco
- Lola Lemos: Felisa
- Olga Molina: Marta Carrasco
- Rafael Castejón: Hugo
- Elena Fernández: Sonia
- Daniel Guzmán / Borja Elgea: Juan Vicente "Juanvi" Carrasco
- Cesáreo Estébanez: Trampas
- María Garralón: Rosi
- Joan Llaneras: Amadeo
- María Adánez / Alicia Bogo: Maya
- Saturnino García: Tranvía Vidal
- Blas Moya: Pepote
- Sandra Wahlbeck: Vicky
- Gloria Muñoz: Carmen
- María Casal: Ángeles
- Eva Santolaria
- Miguel Ángel Valcárcel

## Curiosidades
- El personaje de Juanvi, el hijo mayor, fue interpretado primero por Daniel Guzmán y después por Borja Elgea, los cuales se parecen físicamente.

- El Fary amenazó con dejar la serie si no le subían el sueldo. El resultado fue que su personaje se debatió entre la vida y la muerte en la serie, como un aviso de que la serie podía seguir sin él.

- Rostros conocidos como Paz Vega, Pilar López de Ayala, Víctor Clavijo, Lara de Miguel, Eva Santolaria o Alicia Bogo hicieron sus pinitos en esta serie. Otros actores que pasaron por la serie fueron María Casal, Elena Fernández, María Adánez, Miguel Ángel Valcárcel y Blas Moya.

- En su primera temporada, la serie consiguió superar el 30% de cuota de pantalla.